# Marija Šerifović
Marija Šerifović (sârbă: Марија Шерифовић, n. 14 noiembrie 1984) este o cântăreață din Serbia, câștigătoare a Concursului Muzical Eurovision 2007,  desfășurat la Helsinki, în Finlanda. Ea a interpretat piesa „Molitva” (Rugăciune). După Eurovision aceasta a lansat pe piață videoclipul melodiei câștigătoare. Ea a fost unul dintre jurații Eurosong pentru a alege reprezentantul Irlandei la Eurovision 2008 și a interpretat „Molitva” în închiderea show-ului. De asemenea, a fost un membru al juriului internațional la Melodifestivalen 2009, selecția reprezentantului Suediei la Eurovision 2009.
Marija Šerifović a fost selectată în 2008 ca una din cei 15 ambasadori ai UE pentru anul european al dialogului intercultural – o inițiativă lansată de Comisia Europeană.

## Viață personală
Marija s-a născut în Kragujevac, un oraș în Serbia centrală, fiind fiica lui Rajko Šerifović, un toboșar, și a Vericăi Šerifović, o cunoscută interpretă de muzică populară sârbă. Verica este de etnie romă. Tatăl ei s-a născut în Kragujevac, fiind fiul unui musulman din Vranje și al unei mame ortodoxe, în timp ce mama ei s-a născut tot în Kragujevac într-o familie ortodoxă. Mama ei a avut patru avorturi spontane înainte de a o avea pe Marija, iar tatăl ei a părăsit-o pe mama ei pentru o altă femeie pe când era gravidă în nouă luni cu Marija. În 1985 se naște Danijel Pavlović, fratele vitreg al Marijei rezultat din relația tatălui ei cu femeia respectivă. Danijel face parte și el din lumea muzicii, fiind un cantautor. Marija și-a descris tatăl ca fiind un alcoolic abuziv care își bătea în mod regulat soția. Marija a mai avut un frate vitreg mai în vârstă, Dušan Šerifović, dintr-o altă căsătorie a tatălui ei. Dušan a murit în septembrie 2013, la numai 42 de ani, după o lungă suferință.
Marija a început să cânte încă din clasa I. Deși inițial cânta muzică populară, asemenea mamei ei, în clasa a IV-a a participat la un festival destinat copiilor în Kragujevac, unde a interpretat o piesă din repertoriul lui Whitney Houston. După terminarea liceului, Marija s-a mutat la Belgrad.
După multe speculații, în 2013 Marija a dezvăluit public că este lesbiană.

## Carieră muzicală

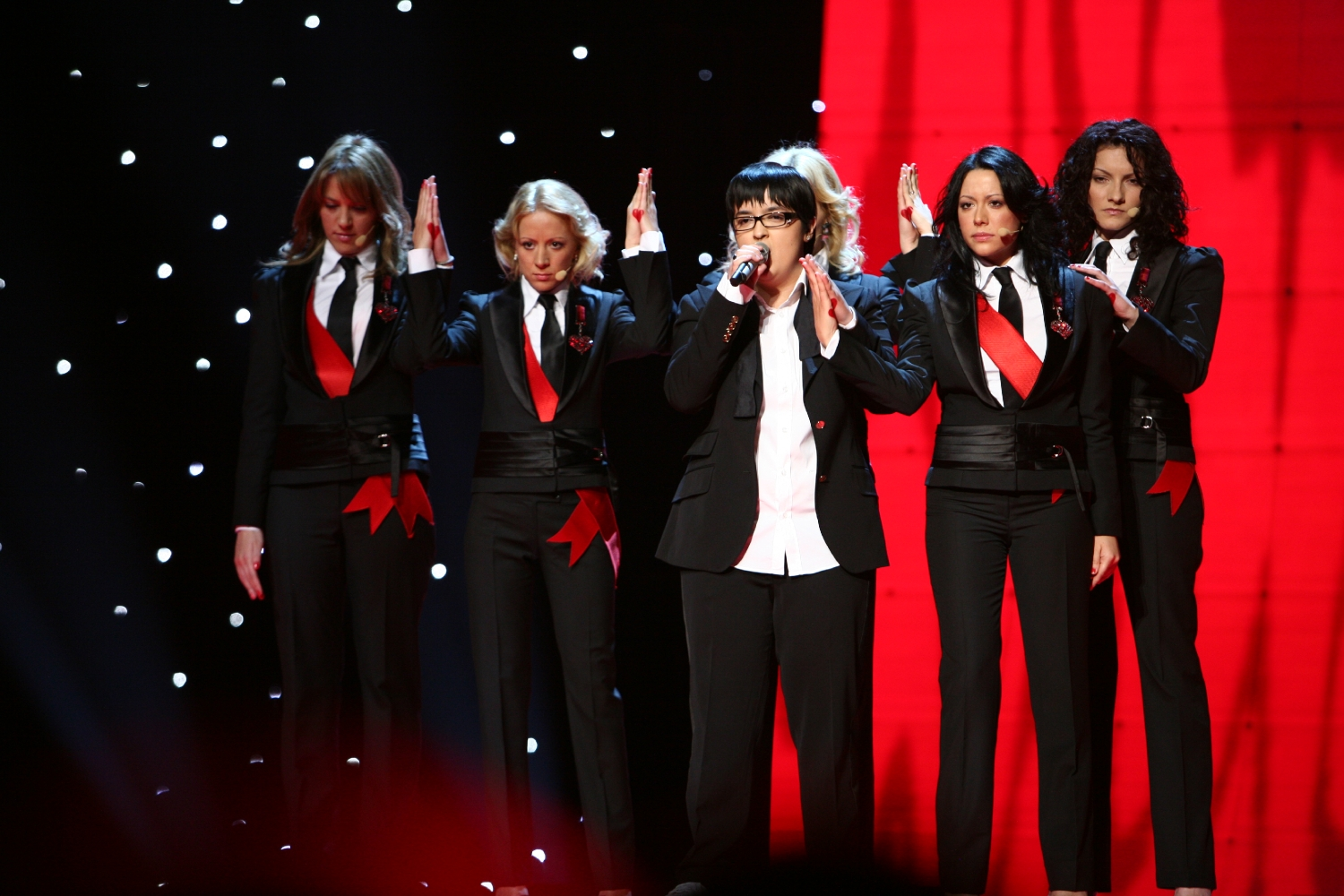
Marija Šerifović și Beauty Queens pe scena Eurovision

Punctele acordate Serbiei în finala Eurovision de pe 12 mai 2007

Albumul de debut al Marijei Šerifović, Naj, Najbolja, a fost lansat în 2003 și a fost bine primit de public. Cel mai mare hit de pe album a fost single-ul „Znaj Da Znam” compus de Darko Dimitrov. În vara lui 2005, a lansat single-ul „Agonija”, un cover al piesei „Olo Leipeis” a cântăreței grece Despina Vandi.
Al doilea ei album, Bez Ljubavi, a fost lansat în 2006 și a avut la fel de mult succes ca primul. La începutul lui 2006 a lansat primul single de pe album, piesa din titlu. Pe 28 iunie 2007 a lansat un album intitulat Molitva (The Best Of).
Al treilea album de studio al Marijei, Nisam Anđeo, a fost lansat în primăvara lui 2008 și conține nouă piese.

### La Eurovision
Marija a câștigat Beovizija 2007 cu piesa „Molitva” (însemnând „rugăciune” în română) pe 8 martie, acumulând un maxim de puncte în urma voturilor acordate de juriu și prin televoting și calificându-se astfel ca primul reprezentant al noii Serbii independente în Concursul Muzical Eurovision 2007 desfășurat la Helsinki, capitala Finlandei. Piesa a fost înregistrată și în engleză ca „Destiny”, în spaniolă ca „Mirame” și în finlandeză ca „Rukoilen”. Există, de asemenea, și o versiune în rusă numită „Molitva” (Молитва). Ca parte a turneului de promovare a piesei, Marija a vizitat Bosnia și Herțegovina, Croația, Macedonia, Elveția și Grecia.
În cadrul semifinalei din 10 mai, reprezentanta Serbiei a apărut a 15-a în concurs și s-a calificat în finala de pe 12 mai, clasându-se pe locul I în preferințele telespectatorilor cu un total de 298 de puncte. În finală, Marija a cântat a 17-a în concurs, după Germania și înaintea Ucrainei. A câștigat concursul, acumulând un total de 268 de puncte. Ea devine astfel primul reprezentant al Serbiei care câștigă vreodată Eurovision. Muntenegru, Austria, Bosnia și Herțegovina, Croația, Slovenia, Elveția, Finlanda, Macedonia și Ungaria au fost țările care au acordat maximul de 12 puncte Serbiei în finală.
Când a aterizat pe Aeroportul Nikola Tesla din Belgrad, o mulțime de 70.000–100.000 de oameni au pregătit un miting pentru ea în fața clădirii Adunării Civice. A susținut un concert în orașul ei natal, Kragujevac, pe 25 mai în fața primăriei. În jur de 60.000 de oameni au venit să sărbătorească alături de ea victoria la Eurovision.

#### Controverse
La câteva zile după concurs, tabloidele germane și nordice au lansat zvonul că piesa câștigătoare ar fi plagiată după „Ndarja”, piesă interpretată de cântăreața albaneză Soni Malaj în 2006. Cu toate acestea, cele două cântece nu au nimic în comun, nici muzica, nici versurile. Eurovision și televiziunea de stat sârbă (RTS) nu au făcut nicio declarație pe subiect. Din cauza mizelor economice și politice, acuzațiile de plagiat sunt frecvent întâlnite în cadrul Eurovision. De exemplu, în 1995, piesa „Nocturne” a celor de la Secret Garden, a doua victorie a Norvegiei în concurs, a fost acuzată de plagiat.

### După Eurovision
În 2009, Marija a fost invitată de televiziunea suedeză să participe ca jurat în cadrul Melodifestivalen, concurs în urma căruia este ales reprezentantul Suediei la Eurovision. La acea vreme, locuia în Suedia și Danemarca, unde lucra la un album în engleză care avea să fie lansat pe piață de casa de discuri Warner Music.

## Politică
Pe 24 decembrie 2007 în Kragujevac și pe 15 ianuarie 2008 în Belgrad, Marija a interpretat piesa ei câștigătoare „Molitva” la un miting electoral organizat de Partidul Radical Sârb și a susținut candidatura lui Tomislav Nikolić în alegerile prezidențiale din 2008, adăugând că piesa ei este „o rugăciune pentru o Serbie nouă, diferită și mai onestă”.
Marija a participat într-o emisiune televizată de RTS, Avalski toranj, în care fiecărui din cei patru invitați i-a fost cerut să numească, în opinia lor, trei dintre cei mai importanți sârbi ai tuturor timpurilor. Marija l-a numit pe Zoran Đinđić, fost premier și lider al Partidului Democrat. La sfârșitul lui 2007 Marija a mers la Zagreb pentru a-l susține pe Milorad Pupovac, liderul Partidului Independent Democrat Sârb, în alegerile parlamentare din luna noiembrie a aceluiași an.

## Discografie

### Albume
Albume de studio
| Titlu         | Album                                                                  |
| ------------- | ---------------------------------------------------------------------- |
| Naj, Najbolja | - Lansat: 2003 - Limbă: sârbă - Casă de discuri: City Records          |
| Bez Ljubavi   | - Lansat: 2006 - Limbă: sârbă - Casă de discuri: City Records          |
| Nisam Anđeo   | - Lansat: 2008 - Limbă: sârbă - Casă de discuri: City Records          |
| Anđeo         | - Lansat: 2009 - Limbi: sârbă, engleză - Casă de discuri: City Records |
| Hrabro        | - Lansat: 2014 - Limbă: sârbă - Casă de discuri: City Records          |

Compilație
| Titlu                 | Album                                                         |
| --------------------- | ------------------------------------------------------------- |
| Molitva (The Best Of) | - Lansat: 2007 - Limbă: sârbă - Casă de discuri: City Records |

### Single-uri
| 2003                                                                                  | „Znaj da znam”       | — | — | —  | —   | Naj, Najbolja                      |
| 2003                                                                                  | „Naj, najbolja”      | — | — | —  | —   | Naj, Najbolja                      |
| 2003                                                                                  | „Gorka čokolada”     | — | — | —  | —   | Bez Ljubavi                        |
| 2004                                                                                  | „Bol do ludila”      | — | — | —  | —   | Bez Ljubavi                        |
| 2005                                                                                  | „Ponuda”             | — | — | —  | —   | Ponuda CDS                         |
| 2005                                                                                  | „Agonija”            | — | — | —  | —   | Agonija CDS                        |
| 2005                                                                                  | „U nedelju”          | — | — | —  | —   | Bez Ljubavi                        |
| 2006                                                                                  | „Bez ljubavi”        | — | — | —  | —   | Bez Ljubavi                        |
| 2006                                                                                  | „101”                | — | — | —  | —   | Bez Ljubavi                        |
| 2007                                                                                  | „Molitva”            | 4 | 9 | 19 | 112 | Molitva CDS, Molitva (The Best Of) |
| 2008                                                                                  | „Nisam anđeo”        | — | — | —  | —   | Nisam Anđeo                        |
| 2009                                                                                  | „Šta da zaboravim”   | — | — | —  | —   | Anđeo                              |
| 2010                                                                                  | „Jedan vidi sve”     | — | — | —  | —   | Anđeo                              |
| 2014                                                                                  | „Ja volim svoj greh” | — | — | —  | —   | Hrabro                             |
| 2014                                                                                  | „Mrš”                | — | — | —  | —   | Hrabro                             |
| „—” denotă piesa care nu a apărut în topuri sau nu a fost lansată în țara respectivă. |                      |   |   |    |     |                                    |

## Premii
| An   | Premiu                   | Categorie        | Rezultat |
| ---- | ------------------------ | ---------------- | -------- |
| 2007 | Premiile Marcel Bezençon | Premiul Artistic | Câștigat |